# Jacob Peter Roszbach

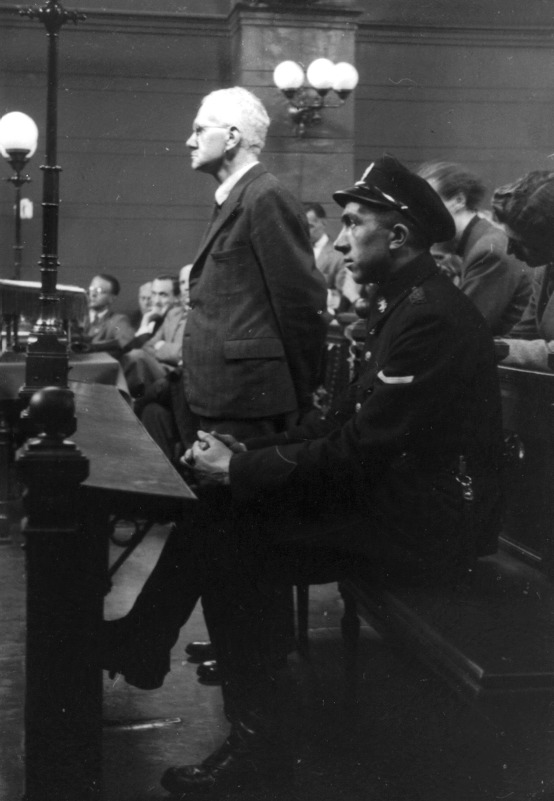
Ex-waarnemend hoofdcommissaris van politie Roszbach terecht voor de Rotterdamsche kamer van het Bijzonder Gerechtshof

Jacob Peter Roszbach (Rotterdam, 27 november 1882 – 19??) was een Nederlands politiefunctionaris.
Zijn grootvader, naar wie hij vernoemd werd, was geboren in het Groothertogdom Hessen en had zich waarschijnlijk rond 1840 in Rotterdam gevestigd. Jacob Pieter Roszbach begon in oktober 1907 als schrijver aan een succesvolle carrière bij de Rotterdamse politie. Voor 1921 was hij inspecteur van politie, vermoedelijk halverwege 1933 volgde promotie tot hoofdinspecteur en in februari 1935 werd hij bevorderd tot commissaris en belast met de leiding van het bureau aan de Groote Paauwensteeg.
Als zodanig maakte hij het Duitse luchtbombardement van Rotterdam mee in de meidagen van 1940. In het Rotterdamsch Nieuwsblad van 16 mei deelde hij mede dat het getroffen centrum afgesloten was door een politiekordon en dat niemand daar mocht komen met uitzondering van overheidspersoneel of anderen zoals reddingswerkers die toestemming hebben verkregen. Eind juli van dat jaar was de Rotterdamse hoofdcommissaris Louis Einthoven een van de oprichters van de Nederlandsche Unie en begin augustus kreeg Einthoven voor onbepaalde tijd verlof voor zijn werkzaamheden voor die organisatie. Normaal gesproken zou waarnemend hoofdcommissaris Sytze Dijkstra die functie overnemen. Dijkstra was echter vanwege zijn slechte gezondheid met ziekteverlof (hij zou in april 1942 overlijden) zodat besloten werd commissaris J.P. Roszbach met het waarnemen van die functie te belasten. Hoewel hij aanvankelijk geen aanhanger was van het nationaalsocialisme werd hij in juni 1941 lid van de Nationaal-Socialistische Beweging (NSB) en streefde hij er ook naar meer NSB'ers binnen het politiekorps te krijgen. Zes maanden nadat hij lid was geworden, gaf hij dat lidmaatschap alweer op. Begin 1942 verslechterde zijn gezondheid en op 20 mei werd hij opgevolgd door de NSB'er en reserve-majoor ir. Johannes Boelstra. Op 1 juni 1943 werd Roszbach benoemd tot luitenant-kolonel van de staatspolitie en eervol ontslag verleend als commissaris te Rotterdam.
Na de oorlog werd hij gearresteerd en kwam zijn zaak voor bij de Rotterdamse kamer van het Bijzonder Gerechtshof in Den Haag. De advocaat-fiscaal eiste tegen Roszbach 10 jaar gevangenisstraf en levenslange ontzetting uit het passief en actief kiesrecht. Eind april 1946 werd hij door dat hof veroordeeld tot 5 jaar gevangenisstraf en verlies van zijn beide kiesrechten. Tegen Boelstra was 5 jaar geëist en hij werd uiteindelijk veroordeeld tot 3 jaar gevangenis.